# NGC 2101
NGC 2101 (другие обозначения — ESO 205-1, AM 0545-520, IRAS05451-5206, PGC 17793) — галактика в созвездии Живописец.
Этот объект входит в число перечисленных в оригинальной редакции «Нового общего каталога».
В феврале 2016 года в галактике был обнаружен объект, очень похожий на сверхновую.